# Конотопський завод «Червоний металіст»
Конотопський завод «Червоний металіст» — українське промислове підприємство в Конотопі на Сумщині, що припинило існування 2009 року.

## Історія
Після початку першої світової війни потреби російської армії в боєприпасах збільшилися. У серпні 1916 року в місті був створений снарядний завод.

### 1918—1991
2 листопада 1917 року в місті була встановлена радянська влада, але 28 листопада 1917 року армія УНР звільнила Конотоп. Втім, їх вигнали з міста внаслідок заколоту, скоєного Конотопським комітетом РСДРП(б) в ніч з 9 на 10 січня 1918 року, однак у березні 1918 року місто зайняли німецькі війська (що лишилися тут до листопада 1918 року). Надалі Конотоп перебував у зоні бойових дій перших визвольних змагань, тому влада в місті багаторазово змінювалася.
Після повторного встановлення радянської влади в місті 25 листопада 1919 року розпочалося відновлення підприємств міста, і вже влітку 1921 року на колишньому снарядному заводі розпочалося виробництво соломорізок, молотарок, віялок, плугів та культиваторів, а пізніше був збудований новий цех, у якому виготовляли запасні частини для тракторів.
У процесі індустріалізації завод був реконструйований і перетворений на підприємство електромеханічної промисловості. Разом із виготовленням сільськогосподарських машин тут було виробництво самоцентруючих патронів для станків і кіноапаратів «Мантенорд».
1933 року завод одним з перших у СРСР розпочав виробництво електробурів та електроінструментів для вугільної промисловості.
У середині 1930-х років чисельність робітників заводу зросла до 1100 осіб, тут широко розгорнувся стаханівський рух і рух раціоналізаторів; внаслідок цього 28 листопада 1935 року завод достроково виконав річний виробничий план і до кінця року забезпечив додатковий прибуток обсягом у 187 тисяч рублів.
1940 року на підприємстві поширився рух багатоверстатників.
Після початку німецько-радянської війни через наближення лінії фронту до міста устаткування заводу було евакуйовано. Надалі, з вересня 1941 року до 6 вересня 1943 року Конотоп був окупований німецькими військами. Відступаючи, німці підірвали всі промислові підприємства (зокрема «Червоний металіст»), однак відновлення заводу розпочалося вже згодом після звільнення міста.
Показники 4-го п'ятирічного плану відновлення та розвитку народного господарства СРСР (1946—1950) завод виконав достроково, за три роки та 11 місяців, із позаплановим прибутком 5 млн рублів, і в грудні 1949 року почав виконувати замовлення на рахунок 1951 року. Обсяг виготовленої в 1949 році продукції вп'ятеро перевищив обсяг виробництва заводу 1940 року.
Протягом цього ж часу завод надавав допомогу колгоспам області, для яких виготовив 200 культиваторів і 68 кукурудзодробилок. А колгоспам «Заповіти Ілліча» і «Вперед» була надана шефська допомога — виконання робіт на суму 500 тисяч рублів.
1954 року збудований будинок культури заводу «Червоний металіст».
1961—1965 року на заводі були побудовані нові цехи. Крім того, у червні 1962 року при заводі був утворений науково-дослідницький проєктно-конструкторський інститут «Автоматвуглерудпром», що лише протягом 1962—1965 рр. виконав 40 науково-дослідницьких і 100 проєктно-конструкторських робіт. Створення інституту дозволило на 40 % скоротити терміни запровадження нової техніки у виробництво.
1966 року за виробничі досягнення завод був нагороджений орденом Трудового Червоного Прапора.
Станом на 1972 рік основною продукцією заводу «Червоний металіст» була автоматика для вугільної та гірничорудної промисловості.
Загалом, у радянський час завод був одним із найбільших підприємств міста, чисельність його співробітників становила до 8 тисяч осіб, а продукція експортувалася в 33 країни.
За словами замісника генерального директора заводу В. Н. Співакова, тоді «Червоний металіст» був градотворчим підприємством Конотопа (забезпечуючи 67 % бюджетних видатків); на цей кошт були збудовані житло, дитячі садочки, палац культури, стадіон, селище для чорнобильців і ферми.

### Незалежна доба
Після проголошення незалежності України завод перейшов у ведення міністерства вугільної промисловості України.
У березні 1995 року Верховна Рада України включила завод до переліку підприємств і організацій України, що не підлягають приватизації через загальнодержавне значення.
У травні 1995 року Кабінет Міністрів України затвердив рішення про приватизацію спеціального проєктно-конструкторського бюро, що діяло в кооперації із заводом.
У серпні 1997 року завод був включений до переліку підприємств, які мають стратегічне значення для економіки та безпеки України.
2002 року розпочався процес реорганізації заводу, у процесі якої державне підприємство було перетворено на відкрите акціонерне товариство.
Основна частина акцій підприємства, що перебували в державній власності, була продана Сумським відділенням Фонду державного майна України у вересні 2004 року, після чого завод закінчив 2004 рік зі збитком 650 тисяч гривень. У березні 2006 року за 1,3 млн гривень були продані останні 37,37 % акцій заводу, що лишилися в державній власності.
У грудні 2006 року розпочалася процедура банкрутства підприємства (де на момент працювала близько 1000 осіб).
28 квітня 2007 року був затверджений план санації «Червоного металіста», що передбачав продаж його цілісного майнового комплексу. Договір купівлі-продажу майна (включно з приміщеннями, спорудами, комунікаціями й устаткуванням на 34 га території) був підписаний того ж дня. У листопаді 2007 року господарський суд Сумської області визнав завод банкрутом і розпочав процедуру його ліквідації; протягом 2008 року частина акцій заводу числилася за Фондом державного майна України, але в травні 2009 року завод припинив існування.
До 2010 року виробниче устаткування підприємства було майже цілком демонтовано. У вересні 2010 року на території колишнього заводу діяла напівкустарна майстерня із виробництва тари для сміття.

## Цікаві факти
- На підприємстві виходила заводська багатотиражна газета[1].
- 1965 року за вул. Червоноармійською на пам'ять загиблим унаслідок Другої світової війни робітникам заводу «Червоний металіст» був встановлений обеліск.